# Hắc Dịch
Hắc Dịch là một phường thuộc thành phố Phú Mỹ, tỉnh Bà Rịa – Vũng Tàu, Việt Nam.

## Địa lý
Phường Hắc Dịch nằm ở phía bắc thành phố Phú Mỹ, có vị trí địa lý: 
- Phía đông giáp xã Sông Xoài
- Phía tây giáp phường Mỹ Xuân
- Phía nam giáp xã Tóc Tiên
- Phía bắc giáp tỉnh Đồng Nai.

Phường Hắc Dịch có diện tích 32 km², dân số năm 2017 là 16.565 người, mật độ dân số đạt 518 người/km².

## Hành chính
Phường Hắc Dịch được chia thành 8 khu phố: 1, 2, 3, 4, 5, Suối Nhum, Trảng Cát, Trảng Lớn.

## Lịch sử
Dưới thời nhà Nguyễn, Hắc Dịch là một làng thuộc tổng An Trạch, huyện Long Khánh, phủ Phước Tuy, tỉnh Biên Hòa.
Đến thời Pháp thuộc, làng Hắc Dịch thuộc tổng Cơ Trạch (được thành lập trên cơ sở sáp nhập 2 tổng An Trạch và Cơ Long), quận Long Điền, tỉnh Bà Rịa.
Năm 1956, chính quyền Việt Nam Cộng hòa đổi tên tỉnh Bà Rịa thành tỉnh Phước Tuy. Lúc này, xã Hắc Dịch thuộc quận Châu Thành, tỉnh Phước Tuy.
Ngày 23 tháng 12 năm 1961, chính quyền Việt Nam Cộng hòa tách 4 xã thuộc quận Châu Thành (trong đó có xã Hắc Dịch) để thành lập quận Đức Thạnh.
Thời kỳ này, xã Hắc Dịch gồm 4 ấp: Cây Dầu, Thống Nhất, Châu Pha, Lò.
Sau năm 1975, xã Hắc Dịch thuộc huyện Châu Thành.
Ngày 8 tháng 12 năm 1982, Hội đồng Bộ trưởng ban hành Quyết định 192-HĐBT. Theo đó:
- Tách một phần diện tích và dân số của xã Hắc Dịch để thành lập xã Châu Pha
- Sáp nhập ấp Trảng Lớn của xã Phú Mỹ vào xã Hắc Dịch.

Ngày 2 tháng 6 năm 1994, Chính phủ ban hành Nghị định 45-CP. Theo đó, chuyển xã Hắc Dịch về huyện Tân Thành mới thành lập và tách 2.620 ha diện tích tự nhiên, 7.361 người của xã Hắc Dịch (gồm ấp Sông Xoài 1, ấp Sông Xoài 2 và ấp 3) để thành lập xã Sông Xoài.
Sau khi điều chỉnh địa giới hành chính, xã Hắc Dịch còn lại 3.436 ha diện tích tự nhiên và 6.752 người, gồm các ấp: 1, 2, 4, Trảng Cát và Trảng Lớn.
Ngày 12 tháng 4 năm 2018, Ủy ban Thường vụ Quốc hội ban hành Nghị quyết số 492/NQ-UBTVQH14. Theo đó, chuyển huyện Tân Thành thành thị xã Phú Mỹ và thành lập phường Hắc Dịch trên cơ sở toàn bộ 32 km² diện tích tự nhiên và 16.565 người của xã Hắc Dịch.
Ngày 15 tháng 1 năm 2025, Ủy ban Thường vụ Quốc hội ban hành Nghị quyết số 1365/NQ-UBTVQH15 về việc thành lập các phường thuộc thị xã Phú Mỹ và thành lập thành phố Phú Mỹ thuộc tỉnh Bà Rịa – Vũng Tàu (nghị quyết có hiệu lực từ ngày 1 tháng 3 năm 2025). Theo đó, thành lập thành phố Phú Mỹ thuộc tỉnh Bà Rịa – Vũng Tàu trên cơ sở toàn bộ thị xã Phú Mỹ. Phường Hắc Dịch trực thuộc thành phố Phú Mỹ.

## Di tích
- Địa đạo Hắc Dịch[6][7]